# زبان زونی
زبان زونی (انگلیسی: Zuni language) نام یک زبان است که گویشوران بومی آن، در غرب نیومکزیکو و شرق آریزونا در ایالات متحده آمریکا سکنی دارند. جمعیت کلی گویشوران این زبان در حدود ۹،۵۰۰ تن در جهان تخمین زده شده است. این زبان به دلیل جمعیت کم گویشورانش از سال ۱۹۹۴ در زمره زبان‌های در حال نابودی دسته بندی شده است.